# Diva Grabovčeva (Thompson)
»Diva Grabovčeva« singl je Marka Perkovića Thompsona objavljen 2006. godine. Predstavlja jednu od pjesama studijskog albuma Bilo jednom u Hrvatskoj.
Pjesma govori o Divi Grabovčevoj koja je bila hrvatska mučenica i djevica iz Varvare u Rami. Prema legendi, Diva Grabovčeva odbila je udaju za lokalnog osmanskog plemića, pobjegla je iz doma i sakrila se u području planine Kedžare, gdje je tragično završila.
Ženska klapa „Luše” iz Splita izvela je pjesma u klapskoj inačici na Festivalu dalmatinskih klapa u Omišu 2019. godine.